# Rhytiphora pulverulens
Rhytiphora pulverulens es una especie de escarabajo longicornio del género Rhytiphora, tribu Pteropliini, subfamilia Lamiinae. Fue descrita científicamente por Boisduval en 1835.
Se distribuye por Australia. Mide aproximadamente 20-24 milímetros de longitud.